# Wet onafhankelijk netbeheer
De Wet onafhankelijk netbeheer (WON), informeel de 'Splitsingswet' genoemd en formeel de 'Wet van 23 november 2006 tot wijziging van de Elektriciteitswet 1998 en van de Gaswet in verband met nadere regels omtrent een onafhankelijk netbeheer', is een Nederlandse wet die door wijziging van de Elektriciteitswet 1998 en de Gaswet nadere regels geeft omtrent onafhankelijk netbeheer. De wet is op 21 november 2006 aangenomen en op 23 november in het Staatsblad gepubliceerd. Hij is vanaf 1 januari 2008 in fasen in werking getreden.
Deze wet behelst de verdere afsplitsing van het onderdeel netbeheer van energiebedrijven in het kader van de liberalisering van de energiemarkt, met name de overdracht van de hoogspanningsnetten met een spanningsniveau 110-150 kV aan TenneT, het eigendom van regionale infrastructuur en de uitvoering van het beheer.

## Strekking van de wet
De Elektriciteitswet 1989, later de Elektriciteitswet 1998, geeft uitvoering aan de wens van de Europese Unie om de energiemarkt te liberaliseren en privatiseren. De energiebedrijven, die oorspronkelijk zowel productie als verkoop en levering van elektriciteit en gas verzorgden, werden gedwongen zich op te splitsen in verschillende bedrijven met gescheiden taken. De 'Wet onafhankelijk netbeheer' (WON) of 'Splitsingswet' (ook wel met kleine beginletter gespeld als 'splitsingswet') gaf uitvoering aan de afsplitsing  van het netbeheer. Uitgangspunt is een privatiseringsverbod voor het distributienetwerk – dat wil zeggen dat de transportnetten in handen van de overheid moeten blijven – en een de facto privatiseringsverplichting van energieproductie en verkoop.
De wet bevat drie hoofdelementen, te weten:
1. de overdracht van het beheer van de hoogspanningsnetten met een spanningsniveau 110-150 kV aan TenneT;
2. de verplichting voor regionale netbeheerders om het door hen beheerde net in eigendom te hebben en zelf te beheren;
3. de invoering van het groepsverbod (verbod op de vrije handel in aandelen en vervlechting van belangen).

## Overdracht hoogspanningsnetten
Eigendom en beheer van de netten van 110 kilovolt en hoger werd per 1 januari 2008 wettelijk overgedragen aan TenneT. Het landelijk net van 220 kilovolt en hoger had TenneT al in beheer. Diverse netwerkbeheerders, zoals Enexis, DELTA en Liander, hebben in 2009 hun netwerk verkocht aan TenneT.

## Regionale netbeheerders
De WON regelt dat regionale netbeheerders zogenaamde "vette netbeheerders" moeten zijn, wat inhoudt dat zij verplicht zijn zelf alle wettelijke taken met een strategisch karakter uit te voeren, zoals onderhoud van het netwerk. Dit mag niet worden uitbesteed aan derden.

## Groepsverbod
De WON bepaalt dat beheer en eigendom van geïntegreerde energiebedrijven (energiebedrijven met zowel netbeheer als productie, handel en levering via deze netwerken) per 1 januari 2011 moesten zijn ondergebracht bij aparte ondernemingen. Tot dan waren productie- en leveringsbedrijven van energie ook eigenaar van de netten via welke ze de energie aan hun klanten leverden. 
Artikel I.B bepaalt dat een netbeheerder of de groep waarvan hij deel uitmaakt (het netwerkbedrijf) en een bedrijfsgroep die in Nederland elektriciteit produceert of levert of daarin handelt (het energiebedrijf) geen onderdeel van elkaar mogen zijn of aandelen van elkaar mogen bezitten. Artikel I.I regelt de splitsing van regionale netbeheerders. Artikel Ma verbiedt de overdracht van eigendom van een deel van het elektriciteitnet aan een (rechts)persoon die niet behoort tot de overheid.

Artikel II geeft soortgelijke regels omtrent netbeheerders van het gasnet. Het groepsverbod trad op 1 juli 2008 in werking, met een overgangsperiode van 2,5 jaar. 
In de wet was opgenomen, dat het groepsverbod pas in werking zou treden wanneer de leveringszekerheid in gedrang zou komen omdat energiebedrijven bijvoorbeeld commerciële initiatieven zouden ontplooien of Europese joint ventures aan zouden gaan. In 2007 heeft de minister van Economische Zaken in een Koninklijk Besluit bepaald dat dit ook daadwerkelijk het geval was, nadat Delta een bod gedaan had op een Belgisch afvalverwerkingsbedrijf en Essent en Nuon hadden aangekondigd te gaan fuseren om uit te groeien tot een groot internationaal energiebedrijf. In het besluit werd bepaald dat het groepsverbod uit de WON voor bestaande netbeheerders in Nederland op 1 januari 2011 in werking zal treden.
De energiebedrijven in Nederland hebben voor zover nodig hun organisaties opgesplitst in productie- en leveringsbedrijven (PLB's) en netwerkbedrijven (NWB's). De netwerkbedrijven worden doorgaans aangeduid als netbeheerder.

### Nutsbedrijven naar de rechter
De WON is strenger op het punt van de onafhankelijkheid van de netbeheerder, dan de Europese regelgeving. Dat geldt met name wat betreft de aandelen in een netbeheerder, die niet vrij verhandelbaar zijn op de kapitaalmarkt. Tegen deze wet bestond grote weerstand bij de nutsbedrijven. Essent, DELTA en Eneco spanden een rechtszaak aan tegen de Nederlandse staat. In eerste instantie gaf de rechter de Staat gelijk, maar in hoger beroep besloot het Gerechtshof te 's-Gravenhage op 22 juni 2010 anders. Het Gerechtshof bepaalde dat de splitsingswet die de bedrijven verplicht tot volledige afsplitsing van hun netwerkbedrijf in strijd is met het Europees recht, omdat hij inbreuk maakt op het vrije verkeer van kapitaal.
Na de uitspraak van het Hof ging de Staat in cassatie. De Hoge Raad had in februari 2012 prejudiciële vragen gesteld aan het Europees Hof van Justitie. De Hoge Raad besliste op 26 juni 2015 dat de Splitsingswet niet in strijd is met het Europees recht met betrekking tot het vrij verkeer van kapitaal en de vrijheid van vestiging.